# 阿卡納 (印第安納州)
阿卡納（英語：Arcana）是位於美國印第安納州格蘭特縣的一個非建制地區。該地的面積和人口皆未知。